# Luke Gallows & Karl Anderson
Luke Gallows & Karl Anderson son un equipo de lucha libre profesional. Han trabajado para empresas como WWE, New Japan Pro-Wrestling (NJPW), Ring of Honor (ROH), e Impact Wrestling (IW). 
Anderson y Gallows fueron puestos juntos por primera vez por NJPW en 2013, trabajando como un equipo en parejas dentro del más extenso stable Bullet Club. Durante los siguientes tres años, los dos ganaron el Campeonato en Parejas de IWGP tres veces, y al mismo tiempo ganar la 2013 World Tag League. En febrero de 2016, los dos dejaron NJPW para firmar con WWE, donde destacan un reinado como Campeones en Pareja de Raw.

## Historia

### New Japan Pro-Wrestling (2013–2016)

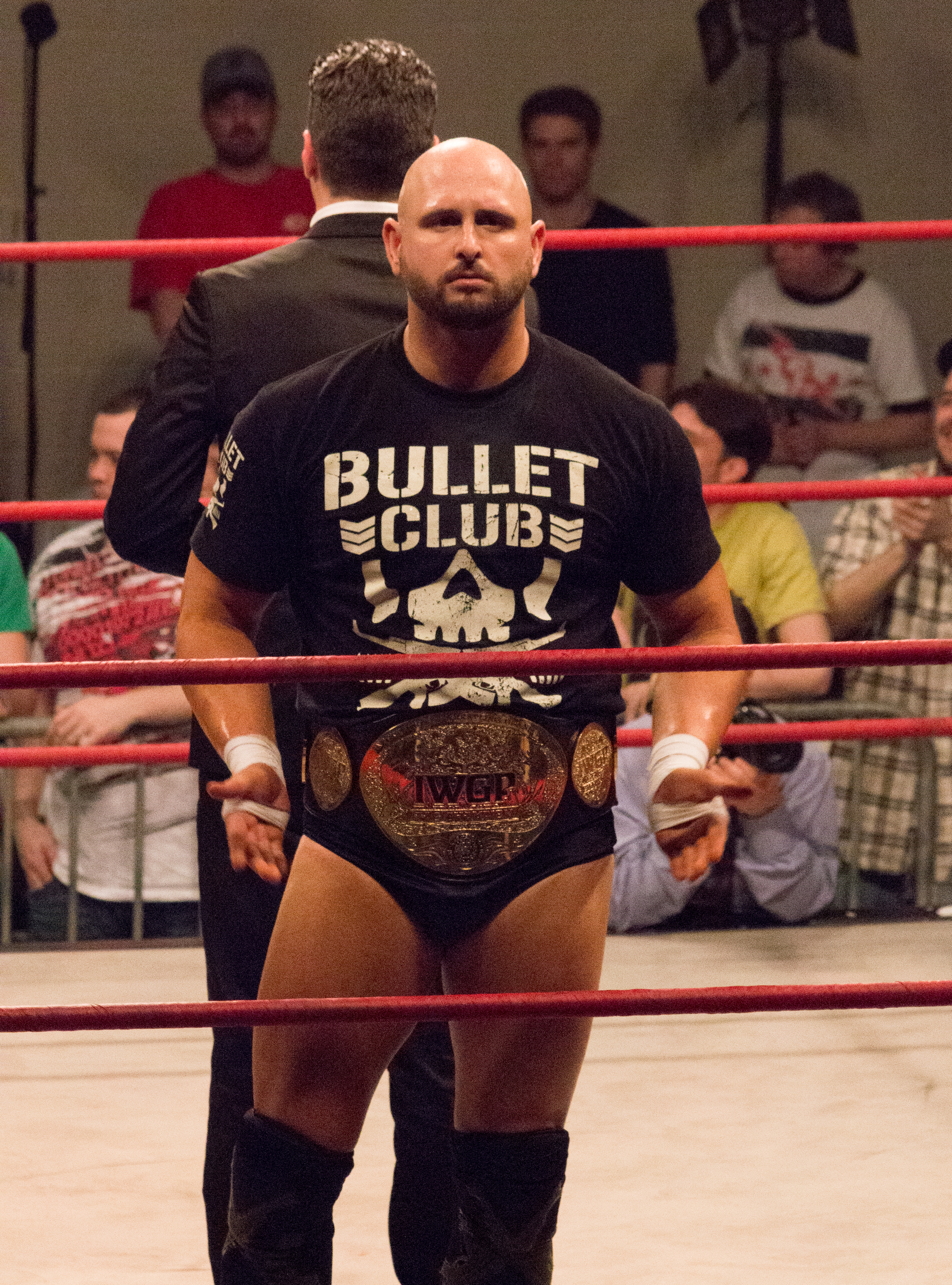
Karl Anderson como Campeón en Parejas de IWGP.

El 11 de noviembre de 2013, New Japan Pro-Wrestling (NJPW) anunció los equipos participantes en la 2013 World Tag League. Incluido estaba un equipo representando al stable Bullet Club, formado por el miembro fundador Karl Anderson y el debutante Doc Gallows. Anderson había estado trabajando para NJPW regularmente desde el año 2008, mientras que Gallows, un exluchador de la WWE, había más recientemente trabajado para Total Nonstop Action Wrestling (TNA). Los dos terminaron ganando su bloque con un registro de cuatro victorias y dos derrotas, y el 8 de diciembre, en primer lugar derrotaron a Togi Makabe y Tomoaki Honma en las semifinales y luego a Hiroyoshi Tenzan y Satoshi Kojima en la final para ganar el torneo. Esto condujo a una lucha el 4 de enero de 2014, en Wrestle Kingdom 8 in Tokyo Dome, donde derrotaron a K.E.S. (Davey Boy Smith Jr. & Lance Archer) para ganar el Campeonato en Parejas de IWGP. Anderson y Gallows terminaron sosteniendo el título durante un año completo, defendiéndolo con éxito seis veces. En diciembre de 2014, los dos llegaron a la final de su segunda consecutiva World Tag League, pero fueron derrotados por Hirooki Goto y Katsuyori Shibata, quienes luego pasaron a derrotarlos por el Campeonato en Parejas de IWGP el 4 de enero de 2015, en Wrestle Kingdom 9.
El 11 de febrero en The New Beginning in Osaka, Anderson y Gallows derrotaron a Goto y Shibata en una revancha para recuperar el Campeonato en Parejas de IWGP. Su segundo reinado terminó el 5 de abril en Invasion Attack 2015, donde fueron derrotados por The Kingdom (Matt Taven & Michael Bennett) en su primera defensa. Anderson y Gallows ganaron el título por tercera vez el 5 de julio en Dominion 7.5 in Osaka-jo Hall al derrotar a The Kingdom en una revancha. Después de un reinado de seis meses que vio a Anderson y Gallows defender con éxito el título una vez,, perdieron el título a los ganadores de la 2015 World Tag League Togi Makabe y Tomoaki Honma el 4 de enero de 2016, en Wrestle Kingdom 10.

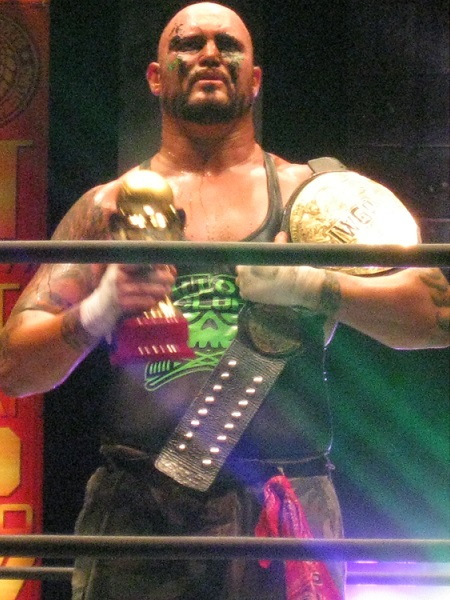
Doc Gallows como Campeón en Parejas de IWGP.

En medio de rumores de que se iban de NJPW, Anderson y Gallows recibieron una revancha por el Campeonato en Parejas de IWGP, pero fueron nuevamente derrotados por Makabe y Honma el 14 de febrero en The New Beginning in Niigata. Anderson y Gallows lucharon su última lucha en NJPW el 20 de febrero en Honor Rising: Japan 2016, donde se unieron a sus compañeros en el stable Bullet Club Bad Luck Fale y Tama Tonga en una lucha por equipos de ocho hombres, donde fueron derrotados por Bobby Fish, Hirooki Goto, Katsuyori Shibata y Kyle O'Reilly.

### Ring of Honor (2014–2016)
Anderson y Gallows hicieron su debut para la promoción estadounidense Ring of Honor (ROH) el 17 de mayo de 2014, durante el evento War of the Worlds, que fue coproducido por ROH y NJPW, defendiendo con éxito el Campeonato en Parejas de IWGP contra The Briscoes (Jay Briscoe & Mark Briscoe). También aparecieron por ROH en 2015, y el 23 de enero de 2016, participaron en una lucha por equipos de ocho hombres, donde los tres títulos de la promoción estaban en juego. En lucha, Anderson y Gallows, haciendo equipo con sus compañeros en el stable Bullet Club The Young Bucks (Matt Jackson & Nick Jackson) fueron derrotados por el Campeón Mundial de ROH Jay Lethal, Campeón Mundial de la Televisión de ROH Roderick Strong y los Campeones Mundiales en Parejas de ROH War Machine (Hanson y Ray Rowe), quienes retuvieron sus títulos.

### Otras promociones (2014–2015)
El 20 de diciembre de 2014, Anderson y Gallows hicieron su debut como equipo en parejas en el circuito independiente de los Estados Unidos, derrotando a Reality Check (Craven Varro & Devon Moore) en un evento de Pro Wrestling Syndicate (PWS). Durante el verano de 2015, los dos trabajaron en varios eventos de Global Force Wrestling (GFW), en el que tomaron parte en el torneo por el Campeonato en Parejas de GFW. En octubre de 2015, Anderson y Gallows participaron en un evento de Revolution Pro Wrestling (RPW) en Reading, Inglaterra, que también contó con varios otros luchadores de NJPW. Ese mismo mes, también participaron en el World Tag Team Tournament de la promoción alemana Westside Xtreme Wrestling, en el que llegaron a los cuartos de final, antes de perder con Big Daddy Walter y Zack Sabre Jr.

### WWE (2016–2020)

#### 2016
En el episodio del 11 de abril de 2016 de Raw, Anderson y Gallows (que regresó a su nombre en el ring de la WWE de Luke Gallows) hicieron su debut en la WWE ambos como Heels, atacando a The Usos (Jey & Jimmy Uso). El tiempo del dúo en NJPW fue reconocido por los comentaristas de la WWE. En el Raw de la semana siguiente, la WWE comenzó a insinuar una alianza entre Anderson y Gallows y su excompañero en el stable Bullet Club AJ Styles. Después de encontrarse con Styles en una entrevista tras bastidores, Anderson y Gallows 
atacaron a su oponente en Payback, Roman Reigns en el ring; Styles, sin embargo, no parecía estar de acuerdo con el ataque. Anderson y Gallows lucharon su primera lucha en la WWE el 25 de abril en Raw, derrotando a The Usos. Durante las siguientes semanas, Anderson y Gallows continuaron insinuando una difícil alianza con Styles, mientras tuvieron varios enfrentamientos con The Usos y Reigns, incluyendo Payback, donde los dos fracasaron en su intento de ayudar a Styles a capturar el Campeonato Mundial Peso Pesado de la WWE de Reigns, y en SmackDown la semana siguiente, donde los dos sufrieron su primera derrota en la WWE, cuando Reigns cubrió a Anderson en una lucha por equipos de seis hombres.
El 9 de mayo de Raw, el trío de Anderson, Gallows y Styles fue denominado «The Club», y como parte de The Club, Gallows & Anderson derrotaron a The Usos(Jey & Jimmy) en un Tornado Tag Team Match en Extreme Rules. The Club se disolvió dos semanas más tarde en el episodio del 23 de mayo de Raw, cuando Styles afirmó que quería una separación amistosa de Anderson y Gallos, culpándolos a ellos y a The Usos de su fracaso en ganar el Campeonato Mundial Peso Pesado de la WWE en Extreme Rules el día anterior. Aunque Styles indicó que los tres podrían seguir siendo «hermanos», Anderson y Gallows se negaron y pusieron fin a su amistad. En el episodio del 30 de mayo de Raw, Anderson y Gallows entraron en la escena del Campeonato en Parejas de la WWE atacando a los campeones reinantes The New Day, mientras que más adelante en el show, Styles se volvió heel y atacó a John Cena, reuniéndose con Anderson y Gallows. En el Raw del 6 de junio, como parte de The Club, junto a A.J. Styles derrotaron a The New Day(Big E, Kofi Kingston & Xavier Woods), la semana siguiente en Raw como parte de The Club, junto a The Vaundevillains(Aiden English & Simon Gotch) derrotaron a The New Day, Enzo Amore & Big Cass, luego de esto se pactó una Fatal-4 Way Match por los Campeonatos en Parejas de la WWE de The New Day en Money in the Bank. En Money in the Bank se enfrentaron a The New Day, The Vaundenvillains, Enzo Amore & Big Cass en una Fatal-4 Way Match por los Campeonatos en Parejas de la WWE, sin embargo perdieron, pero más tarde esa noche ayudaron a A.J. Styles a derrotar a Jonh Cena. El 19 de julio, The Club fue dividido en el WWE Draft de 2016, con Anderson y Gallows siendo reclutados a Raw y Styles a SmackDown, que se tradujo en ellos luchando su última lucha juntos como un trío el 24 de julio en Battleground, en una derrota contra John Cena, Enzo Amore & Big Cass.
En el primero de agosto en Raw, fueron derrotados por los Campeonatos en Parejas de la WWE The New Day(Big E & Kofi Kingston) y después del combate atacaron a The New Day, lesionando a Big E, comenzando un feudo por los campeonatos, a la semana siguiente en Raw, Gallows derrotó a Kofi Kingston y la siguiente semana en Raw derrotaron a The Golden Truth(Goldust & R-Truth), después del combate Gallows & Anderson se atacaron mutuamente con The New Day y se pactó un combate donde Gallows & Anderson se enfrentarían a The New Day(Kofi Kingston & Xavier Woody) ppr los Campeonatos en Parejas de la WWE en SummerSlam. En SummerSlam, derrotaron a los Campeones en Parejas de la WWE The New Day(Kofi Kingston & Xavier Woods) por descalificación, por lo que no ganaron lo títulos. Al siguiente día en Raw, Big E regresó y derrotó a Karl Anderson, la siguiente semana junto a Dana Brooke fueron derrotados por Bayley & The New Day)Big E & Kofi Kingston) en un Mixed Tag Team Match, en el Raw del 12 de septiembre derrotaron a los Campeones en Parejas de Raw The New Day, y gracias a eso obtuvieron otra oportunidad por los Campeonatos en Parejas de Raw en Clash Of Champions, y en el Raw del 19 de septiembre junto a The Shining Stars(Primo & Epico) fueron derrotados por The New Day, Enzo Amore & Big Cass. En Clash Of Champions se enfrentaron a The New Day(Big E & Kofi Kingston) por los Campeonatos en Parejas de Raw, sin embargo perdieron. Al día siguiente en Raw se enfrentaron nuevamente a The New Day(Big E & Kofi Kingston) por los Campeonatos en Parejas de Raw, sin embargo volvieron a perder, terminando el feudo y la siguiente semana en Raw derrotaron a The Golden Truth(Goldust & R-Truth). Posteriormente en el Raw del 17 de octubre Anderson fue derrotado por Big Cass comenzando un feudo contra Enzo Amore & Big Cass, y la siguiente semana en Raw Anderson fue derrotado por Enzo Amore, en Hell In A Cell derrotaron a Enzo Amore & Big Cass, al siguiente día en el Raw especial de Halloween, Gallosws fue derrotado por Enzo Amore en un Trick or Street Fight Match, terminando el feudo, y a la siguiente semana derrotaron a los Campeones en Parejas de Raw The New Day(Big E & Kofi Kingston), la siguiente semana en Raw junto a Enzo Amore & Big Cass derrotaron a The Golden Truth & The Shining Stars, en Survivor Series fueron parte del Team Raw junto a The New Day, The Shining Stars, Enzo Amore & Big Cass, Sheamus & Cesaro contra el Team SmackDown Live!, eliminando a American Alpha, sin embargo Gallows fue eliminado por Rhyno, aun así, su equipo ganó. Al día siguiente en Raw derrotaron a The Golden Truth(Goldust & R-Truth) por una oportunidad a los Campeonatos en Parejas de Raw de The New Day(Big E, Kofi Kingston & Xavier Woods), y la siguiente semana en Raw se enfrentaron a The New Day(Big E & Xavier Woods) por los Campeonatos en Parejas de Raw, sin embargo perdieron. La siguiente semana en Raw se enfrentaron a Cesaro & Sheamus por una oportunidad a los Campeonatos en Parejas de Raw de The New Day(Big E, Kofi Kingston & Xavier Woods), sin embargo terminaron sin resultado debido a que se atacaron sin parar, luego de esto se pactó una Triple Threat Match por los Campeonatos en Parejas de Raw enfrentándose contra Cesaro & Sheamus y contra los campeones The New Day para la siguiente semana en Raw, en el Raw del 12 de diciembre se enfrentaron a The New Day y a Cesaro & Sheamus en una Triple Threat Match por los Campeonatos en Parejas de Raw, sin embargo perdieron. En Tribute To The Troops se enfrentaron a The Golden Truth (Goldust & R-Truth), The Shining Stars(Primo & Epico) y a Cesaro & Sheamus en una Fatal-4 Way Match por una Oportunidad a los Campeonatos en Parejas de Raw de The New Day(Big E, Kofi Kingston & Xavier Woods) en Roadblock, sin embargo perdieron. En el Raw del 19 de diciembre junto a The Shining Stars(Primo & Epico) fueron derrotados por The New Day, Cesaro & Sheamus, la siguiente semana en Raw derrotaron a Golden Truth(Goldust & R-Truth).

#### 2017-2020
A comienzos del 2017, entraron en una rivalidad con Cesaro & Sheamus, el 16 de enero en Raw, se enfrentaron por el Campeonato en Parejas de Raw, al principio habían ganado los campeonatos, pero el referee inicial descalificó a Sheamus por golpearlo, y aunque ganaron por descalificación, no ganaron los títulos, luego de esto se pactó que se enfrentarían a Cesaro & Sheamus en un Two Referees Match por los Campeonatos por Parejas de Raw en Royal Rumble. En el Kick-Off de Royal Rumble, derrotaron a Cesaro & Sheamus ganando los títulos. Al día siguiente en Raw junto a Charlotte Flair fueron derrotados por Bayley, Cesaro & Sheamus en un Mixed Tag Team Match, y en el Raw del 6 de febrero los defendieron ante Cesaro & Sheamus por descalificación, la siguiente semana en Raw fueron derrotados por Roman Reigns en un Handicap Match por descalificación y la siguiente semana en Raw derrotaron a Roman Reigns por descalificación en un Handicap Match, luego de esto comenzarian un feudo con Enzo Amore & Big Cass quienes eras los retadores a sus títulos en Fastlane, y en el Raw del 27 de febrero Gallows fue derrotado por Big Cass. En Fastlane defendieron con éxito los títulos contra Enzo Amore & Big Cass. Al siguiente día en Raw,volvieron a derrotar a Enzo Amore & Big Cass, esta vez fue por descalificación y retuvieron los Campeonatos en Parejas de Raw, la siguiente semana en Raw atacaron a Enzo Amore, Big Cass, Cesaro & Sheamus mientras estos combatian por una oportunidad a sus Campeonatos en Parejas de Raw, añadiendo a Cesaro & Sheamus al feudo, la siguiente semana en Taw se pactó que Gallows & Anderson junto a Enzo Amore & Big Cass se enfrentarían a Cesaro & Sheamus en un Tag Team Handicap Match, con la estipulación de que si Cesaro & Sheamus perdían, no tendrán la oportunidad de ser parte de la Triple Threat Match por los Campeonatos en Parejas de Raw en Wrestlemania 33, sin embargo perdieron porque no se entendieron con Amore & Cass, la siguiente semana en Raw, debido a que Gallows & Anderson atacaran a Enzo Amore, Big Cass, Cesaro & Sheamus con unas escaleras, se añadiría la estipulación de que en Wrestlemania 33 se enfrentarían a Cesaro & Sheamus y a Enzo Amore & Big Cass en un Ladder Match por los Campeonatos en Parejas de Raw. En WrestleMania 33 perdieron los títulos ante The Hardy Boyz(quienes hacían su regreso a WWE y fueron añadidos de último momento por The New Day) en un Fatal-4-Way Match que también incluyó a Cesaro & Sheamus y Enzo Amore & Big Cass. Al día siguiente en Raw recibieron una revancha donde perderían, luego volvieron a tener un feudo con Enzo Amore & Big Cass, pactándose una lucha contra éstos en el Kick-Off de Payback, la cual Gallows & Anderson ganaron. En el Raw del 8 de mayo se enfrentaron a The Golden Truth(Goldust & R-Truth), Heath Slater & Rhyno, Enzo Amore & Big Cass y a Cesaro & Sheamus en un Turmoil Tag Team Match por una oportunidad a los Campeonatos en Parejas de Raw de The Hardy Boyz en Extreme Rules, entrando de #4, sin embargo fueron eliminados por Cesaro & Sheamus, en el Raw del 22 de mayo, Anderson fue derrotado por su antiguo compañero de The Bullet Club Finn Balor, en el Raw del 5 de junio fueron derrotados rápidamente por The Big Show & Enzo Amore, la siguiente semana enen Raw, derrotaron a Enzo Amore & Big Cass, la siguiente semana en Raw fueron derrotados por The Hardy Boyz, en el Raw del 10 de julio derrotaron a The Hardy Boyz, la semana siguiente fueron derrotados por The Revival(Dash Wilder & Scott Dawson), la siguiente semana en Raw fueron derrotados por The Hardy Boyz y la siguiente semana en Raw derrotaron a Enzo Amore & The Big Show, en el Raw del 28 de agosto Gallows & Anderson partuciparon en una Battle Royal Match por una oportunidad al Campeonato Intercontinental de la WWE del The Miz, sinsin embargo fueron eliminados por Matt Hardy, aunque luego Gallows & Anderson atacaron a Hardy, más tarde esa noche fueron derrotados por John Cena & Roman Reigns, la siguiente semana en Raw fueron derrotados por los Campeones en Parejas de Raw Dean Ambrose & Seth Rollins, la siguiente semana en Raw junto a Cesaro & Sheamus fueron derrotados por The Hardy Boyz, Dean Ambrose & Seth Rollins, la siguiente semana en Raw fueron derrotados por los Campeones en Parejas de Raw Dean Ambrose & Seth Rollins en una Triple Threat Match en la que también estaban incluidos Cesaro & Sheamus, y en el RAW del 2 octtubre derrotaron a Jason Jordan & Matt Hardy, la siguiente semana en Raw Anderson fue derrotado por Jason Jordan y la siguiente semana en Raw, junto a Elias fueron derrotados por Jason Jordan, Apollo Crews & Titus O'Neil, y en el Raw especial de Halloween del 30 de octubre fueron derrotados por Heath Slater & Rhyno en un All Hallows Ever Trick or Street Fight Match, en el Raw del 13 de noviembre fueron derrotados por Finn Balor & Samoa Joe.
El 1 de enero de 2018 aparecieron en Raw junto a Finn Bálor confirmando una alianza y un ligero Turn Face del Stable, derrotando a Elias, Bo Dallas & Curtis Axel, la siguiente semana en Raw, junto a Finn Balor se renombraron como "The Balor Club" y derrotaron al Campeón Intercontinental de la WWE Roman Reigns y a los Campeones en Parejas de Raw Seth Rollins & Jason Jordan, la siguiente semana acompañaron  Finn Balor a su combate contra Seth Rollins. En el Raw 25 Aniversary, formando parte de "The Balor Club" junto a Finn Balor aparecieron en el segmento de The D-X Reunion pero serían interrumpidos por The Revival(Dash Wilder & Scott Dawson), a quienes luego derrotaron y después del se aliarian con D-X para atacarlos, comenzando así un feudo contra The Revival, en el Kick-Off de Royal Rumble fueron derrotados por The Revival y en el Raw del 5 de febrero como parte de "The Balor Club", Anderson & Finn Bálor derrotaron a The Revival, la siguiente semana en Raw, fueron derrotados por The Revival(Dash Wilder & Scott Dawson) terminando el feudo. En el Kick-Off de Elimination Chamber derrotaron a The Miztourage(Bo Dallas & ) y en el Raw del 12 de marzo, aun como parte de "The Balor Club" se enfrentarían a The Revival(Dash Wilder & Scott Dawson), Titus Worldwide (Apollo Crews & Titus O'Neil), The Miztourage(Bo Dallas & Curtis Axel), Heath Slater & Rhyno en un Tag Team Battle Royal Match por una oportunidad a los Campeonatos en Parejas de Raw de The Bar (Cesaro & Sheamus) en Wrestlemania 34, sin embargo Braun Strowman se metería al combate, aunque no tenía un compañero, eliminando a Gallows y al final Anderson sería eliminado por Strowman, la semana siguiente en Raw como parte de "The Bálor Club" junto a Finn Bálor derrotaron a The Miz & The Miztourage(Bo Dallas & Curtis Axel), la siguiente semana en Raw como parte del "The Balor Club" derrotaron a The Miztourage(Bo Dallas & Curtis Axel). En el Kick-Off de WrestleMania 34, Gallows & Anderson participaron en  André the Giant Memorial Battle Royal, sin embargo Anderson fue eliminado por Chad Gable y Gallows fue eliminado por Titus O'Neil. Al siguiente día en Raw fueron derrotados por The Revival(Dash Wilder & Scott Dawson) en la primera ronda del torneo por los vacantes Campeonatos en Parejas de Raw. 
Debido al SuperStar Shake-Up, Gallows & Anderson fueron trasladados a SmackDown Live!, separándose de Finn Balor y disolviendo "The Balor Club". Debutando en el SmackDown Live! del 24 de marzo, volvieron a formar The Club junto a A.J. Styles derrotando a Shinsuke Nakamura, Rusev & Aiden English. En Greatest Royal Rumble, Gallows & Andersom participaron en la 50-Man Royal Rumble Match, con Gallows entrando de #21 durando 9 minutos y 16 segundos hasta que fue eliminado por Rey Mysterio, y Anderson entró de #32 durando 4 minutos y 25 segundos hasta ser eliminado por Randy Orton. Por razones mutuas Styles, Gallows & Anderson disolverian The Club, debido a que ambos acordaron seguir por sus caminos, y en el SmackDown Live! del 22 de mayo, derrotaron a The Usos(Jey & Jimmy) por una oportunidad a los Campeonatos en Parejas de SmackDowm Live! de The Bludgeon Brothers(Harper & Rowan) en Money in The Bank, comemzando así su feudo, en el SmackDown Live! del 5 de junio, Anderson derrotó a Harper. En el Kick-Off de Money In The Bank, se enfrentaron a The Bludgeon Brothers(Harper & Rowan) por los Campeonatos en Parejas de SmackDowm Live!, sin embargo perdieron, al SmackDown Live! posterior tuvieron otra oportunidad a los Campeonatos en Parejas de SmackDowm Live! frente a The Bludgeon Brothers(Harper & Rowan), sin embargo volvieron a perder, después de esto desaparecieron de la televisión, luchando en House Shows.
En el SmackDown Live! del 28 de agosto, se enfrentaron a The Bar y a The Colóns (Primo & Epico) en una Triple Threat Match de la primera ronda en el torneo por una oportunidad por los Campeonatos en Parejas de SmackDowm Live! de The New Day(Big E, Kofi Kingston & Xavier Woods) en Hell In A Cell, sin embargo perdieron, y volvieron a desaparecer de la televisión hasta noviembre.
En el Kick-Off de Survivor Series, formaron parte del Team SmackDown Live junto a (The Usos (Jey Uso & Jimmy Uso) (capitanes), The New Day (Big E & Xavier Woods), SAni†Y (Eric Young & Killian Dain) & The Colóns (Epico Colón & Primo Colón)) (con Kofi Kingston & Alexander Wolfe) contra el Team Raw (Chad Gable & Bobby Roode (capitanes), The Revival (Dash Wilder & Scott Dawson), The B-Team (Bo Dallas & Curtis Axel), Lucha House Party (Lince Dorado & Kalisto/Gran Metalik) & The Ascension (Konnor & Viktor)) en un Traditional Survivor Series Elimination Tag Team Match, donde eliminaron a Bo Dallas de The B-Team, sin embargo, Anderson fue eliminado por Gran Metalik, por ende Gallows también fue eliminado, aun así, The Usos ganaron para el equipo. En el SmackDown Live! del 18 de diciembre, se enfrentaron a The Usos(Jey & Jimmy), sin embargo terminó sin resultado debido a que The Sanity(Eric Young, Alexander Wolfe & Killian Dain) los atacaron a ambos, la siguiente semana en SmackDown Live! junto a The Usos derrotaron a The Bar (Cesaro & Sheamus) & SAnitY (Alexander Wolfe & Killian Dain)(con Eric Young).
En 2020, en el SmackDown Live! del 29 de enero, retaron a Shinsuke Nakamura & Rusev a un combate, por lo que le hicieron a R-Truth, la siguiente semana en SmackDown Live! fueron derrotados por Shinsuke Nakamura & Rusev. En el SmackDown Live! del 26 de marzo, participaron en la Tag Team Gauntlet Match contra The New Day, para que Kofi Kingston no obtuviera la oportunidad al Campeonato de la WWE en Wrestlemania 35, sin embargo fueron eliminados por The New Day en pocos segundos, en la siguiente semana en SmackDown Live! junto a Andrade, Shelton Benjamin, Zelina Vega, Mandy Rose, Sonya Deville & Lana se enfrentaron a The Hardy Boyz(Matt & Jeff), The Heavy Machinery(Otis & Tucker), R-Truth, Carmella, Asuka, Naomi & Nikki Cross en un 18-Persons Mixed Tag Team Match acabando sin resultado, pero después del combate se fueron sacando del ring, camino a André the Giant Memorial Battle Royal en Wrestlemania 35. En el Kick-Off de Wrestlemania 35 participaron en la André the Giant Memorial Battle Royal, pero Anderson fue eliminado por Apollo Crews y Gallows fue eliminado por Braun Strowman. 
Tras el Superstar Shake Up A.J. Styles, Gallows & Anderson fueron transferidos de SmackDown Live! a Raw, aunque no como un stable y en el Raw del 29 de abril fueron derrotados por The Usos. En ese momento, no habían ganado un combate en televisión desde que derrotaron a The Bar & The Sanity en diciembre de 2018. Durante las siguientes semanas, un frustrado Styles alentó a Gallows y Anderson a ser el dúo exitoso que alguna vez fueron. En el episodio del 1 de julio de Raw, Gallows & Anderson alentaron a Styles a ser el luchador que era en NJPW. Después de que Styles perdió un combate por el Campeonato de los Estados Unidos ante Ricochet, Gallows & Anderson ayudaron a Styles a atacar a Ricochet y a reunir a The Club como heels. Dos semanas después, en Extreme Rules, Styles, acompañado por The Club, ganó su tercer Campeonato de los Estados Unidos al derrotar a Ricochet. En el episodio del 22 de julio de Raw, The Club pasó a llamarse «The O.C.» y repetidamente afirmaron que eran «the official, original, and only club that matters» («el club oficial, original y el único que importa»). En el episodio del 29 de julio de Raw, Gallows y Anderson ganaron su segundo Campeonato en Parejas de Raw tras derrotar a The Revival(Dash Wilder & Scott Dawson) y a The Usos(Jimmy & Jey) en una Triple Threat Match, haciendo a todos los miembros de The O.C. campeones.
En el Raw del 19 de agosto, fueron derrotados por el Campeón Universal de la WWE Seth Rollins & Braun Strowman perdiendo los Campeonatos en Parejas de Raw, la siguiente semana en Raw, Gallows & Anderson participaron en un 8-Tag Team Turmoil Match contra The B-Team(Bo Dallas & Curtis Axel), The O.C.(Karl Anderson & Luke Gallows), Lucha House Party(Lince Dorado & Gran Metalik), The Revival(Dash Wilder & Scott Dawson), Heavy Machinery(Otis & Tucker), Curt Hawkins & Zack Ryder y Dolph Ziggler & Robert Roode, donde entraron de terceros,, pero serían eliminados junto a The Viking Raiders por doble descalificación, comenzando un feudo contra ellos, mientras que Styles fue derrotado por Braun Strowman por descalificación debido a que Gallows & Anderson atacaron a Strowman, por lo cual Styles retuvo su título, la semana siguiente en Raw, Gallows & Anderson fueron derrotados por los Campeones en Parejas de Raw Seth Rollins & Braun Strowman, en el Raw de la siguiente semana Styles se enfrentó a Cedric Alexander sin el título en juego, sin embargo perdió por descalificación debido a que Gallows & Anderson lo atacaron, después del combate siguieron atacando a Alexander, pero sería salvado por The Viking Raiders(Erik e Ivar), y se pactó un combate más tarde esa noche, y junto a Dolph Ziggler & Robert Roode fueron derrotados por Seth Rollins, Braun Strowman, Cedric Alexander & The Viking Raiders(Erik e Ivar), la siguiente semana en Raw, Styles, Gallows &
Anderson derrotaron a Cedric Alexander & The Viking Raiders(Erik e Ivar), la siguiente semana en Raw, Gallows & Anderson fueron derrotados por The Viking Raiders(Erik e Ivar), mientras que Styles se enfrentó a Rey Mysterio, Ricochet, al Campeón Intercontinental Shinsuke Nakamura y al Campeón en Parejas de Raw Robert Roode en un Fatal-5 Way Elimination Match, por una oportunidad por el Campeonato Universal de la WWE de Seth Rollins, eliminando a Nakamura pero fue eliminado por Roode, y la siguiente semana en Raw Premiere, Gallows & Anderson volvieron a ser derrotados por The Viking Raiders(Erik e Ivar) terminando el feudo, mientras que Styles esa noche derrotó a Cedric Alexander y retuvo el Campeonato de los Estados Unidos de la WWE. En Hell In A Cell Styles, Gallows & Anderson fueron derrotados por Braun Strowman & The Viking Raiders(Erik e Ivar) por descalificación debido a que atacaron a Strowman sin parar, sin embargo Strowman contraataco. Al día siguiente en Raw, derrotaron a Lucha House Party(Kalisto, Lince Dorado & Gran Metalik), y en el Raw del 21 de octubre, Gallows & Anderson fueron derrotados por The Street Profits(Angelo Dawkins & Montez Ford), durante el combate Kevin Owens atacó a Styles, la siguiente semana en Raw, Styles acompañado de Gallows & Anderson derrotó a Humberto Carrillo sin el título en juego. En Crown Jewel, Gallows & Anderson como parte de The O.C., se enfrentarona a los Campeones en Parejas de Raw The Viking Raiders (Erik & Ivar), The New Day (Big E & Kofi Kingston), Heavy Machinery (Otis & Tucker), Lucha House Party (Lince Dorado & Gran Metalik) (con Kalisto), Curt Hawkins & Zack Ryder, a los Campeones en Parejas de SmackDown The Revival (Scott Dawson & Dash Wilder), Dolph Ziggler & Robert Roode y The B-Team (Curtis Axel & Bo Dallas) en un Tag Team Turmoil Match por la Copa Mundial de la WWE, entrando de #7, eliminando a The New Day y al final eliminaron a The Viking Raiders, ganando la Copa Mundial, más tarde esa noche, Styles derrotó a Humberto Carrillo y retuvo el Campeonato de los Estados Unidos, con Styles comenzando un feudo con Carrillo por el título de los Estados Unidos. Al Raw posterior, derrotaron a Humberto Carrillo & The Street Profits(Angelo Dawkins & Montez Ford), la siguiente semana en Raw, fueron derrotados por Humberto Carrillo, Randy Orton & Ricochet, y la siguiente semana en Raw, Anderson acompañado de Styles & Gallows fue derrotado por Humberto Carrillo. En el Kick-Off de Survivor Series, como parte de The O.C.,
representando a Raw se enfrentaron a Dolph Ziggler & Robert Roode, The Street Profits (Angelo Dawkins & Montez Ford, The Forgotten Sons (Steve Cutler & Wesley Blake) (con Jaxson Ryker), Lucha House Party (Gran Metalik & Lince Dorado), Curt Hawkins & Zack Ryder, Imperium (Fabian Aichner & Marcel Barthel) (con WALTER), Heavy Machinery (Otis & Tucker), Breezango (Fandango & Tyler Breeze), The Revival (Dash Wilder & Scott Dawson) en un Interbrand Tag Team Battle Royal, sin embargo, Gallows fue eliminado por Ziggler, más tarde esa noche, Styles siendo Campeón de los Estados Unidos, representó a Raw, se enfrentó al Campeón Intercontinental Shinsuke Nakamura y al Campeón Norteamericano de NXT Roderick Strong en una Triple Threat Match, sin embargo perdió. Al día siguiente en Raw Gallows & Anderson atacaron a Humberto Carrillo antes de que enfrentará a Styles por el Campeonato de los Estados Unidos, luego se pactó una Fatal-4 Way Match entre Drew McIntyre, Rey Mysterio, Randy Orton & Ricochet por ser el nuevo contendiente al título de Styles, que ganó Mysterio, y durante el combate, Gallows & Anderson interfirieron atacando a Mysterio, sin embargo Randy Orton interfirió atacando a Styles, Gallows & Anderson causando que Styles perdiera el título, la siguiente semana en Raw derrotaron a Humberto Carrillo, Rey Mysterio & Ricochet, la siguiente em Raw, Styles acompañado de Gallows & Anderson fue derrotado por Rey Mysterio en la revancha por el Campeonato de los Estados Unidos. En T.L.C., Gallows & Anderson como parte de The O.C. respondieron al reto abierto por los Campeonatos en Parejas de Raw de The Viking Raiders(Erik e Ivar), sin embargo terminaron sin resultado, después del combate, Erik e Ivar le aplicaron un «Double PowerBomb» sobre una mesa. Al día siguiente en Raw, Gallows & Anderson como parte de The O.C. derrotaron a los Campeones en Parejas de Raw The Viking Raiders(Erik e Ivar) sin los títulos en juego, más tarde esa noche Styles fue derrotado por Randy Orton, la siguiente semana en Raw derrotaron a Randy Orton & The Viking Raiders(Erik e Ivar) y la siguiente semana en Raw, demandaron un combate por los Campeonatos en Parejas de Raw, pero fueron retados por The Street Profits(Angelo Dawkins & Montez Ford) y siendo derrotados por ellos.
Iniciando el 2020, participaron en el Men's Royal Rumble Match en Royal Rumble con Styles entrando de #18, Anderson entrando de #20 y Gallows entró de #24, Styles fue eliminado por Edge, donde sufrió una lesión, Anderson fue eliminado por Edge y Gallows por Randy Orton, al siguiente diá en Raw, Anderson & Gallows se enfrentaron a Drew McIntyre en un 2-on-1 Handicap Match, donde salieron perdiendo. Y en el Main Event tramitido el 6 y 13 de febrero derrotaron a Curt Hawkins & Zack Ryder. En el Raw del 17 de febrero regresó a A.J. Styles de su lesión, donde ambos fueron retados por Ricochet, pero Karl Anderson sería quien lucharia con él, perdiendo el combate y la siguiente semana en Raw, Luke Gallows fue derrotado por Ricochet, después del combate, se encontraron en backstage discutiendo, pero luego A.J. Styles encaró a Aleister Black y procedieron a atacarlo. En el Kick-Off de Super Show-Down, Karl Anderson & Luke Gallows derrotaron a The Viking Raiders(Erik e Ivar) por una oportunidad a los Campeonatos en Parejas de Raw, mientras que AJ Styles participó en The Tuwaiq Trophy Gauntlet Match entrando de #5 eliminando a R-Truth, luego se tenía que enfrentar a Rey Mysterio sin embargo fue atacado por Anderson & Gallows, pero serían atacados por The Undertaker, quien tomó el lugar de Mysterio, derrotando a Styles y con ello, perdiendo el Tuwaiq Trophy Gauntlet Match. En el Raw posterior, Anderson fue derrotado por Aleister Black, luego Gallows fue derrotado por descalificación y al final Styles derrotó a Black y se pactó una No Disqualafication Match en Elimination Chamber. En Elimination Chamber interfirieron atacando a Aleister Black, sin embargo The Undertaker que ayudó a Black, causando que Styles perdiera.
El 15 de abril de 2020, Gallows y Anderson fueron liberados de sus contratos de la WWE.

### Impact Wrestling (2020-2022)
El 18 de julio de 2020, Gallows y Anderson anunciaron que ambos habían firmado con Impact Wrestling y aparecerían en Slammiversary salvando a Eddie Edwards atacando a Ace Austin & Madman Fulton. Debutaron en el Impact! del 28 de julio, derrotando a Reno Scum(Adam Thornstowe & Luster The Legend), después del combate fueron atacados por Ace Austin & Madman Fulton, comenzando un feudo por lo ocurrido en Slammiversary. En la noche 1 de Impact! Emergence, derrotaron a Ace Austin & Madman Fulton, en el Impact! del 15 de septiembre, junto a The Motor City Machine Guns(Alex Shelley & Chris Sabin) fueron derrotados por Ace Austin, Madman Fulton & The North(Ethan Page & Josh Alexander), en el Impact! del 29 de septiembre, derrotaron a The Rascalz (Dezmond Xavier & Zachary Wentz) y en el Impact! del 20 de octubre, se enfrentaron a The North(Ethan Page & Josh Alexander) sin embargo terminó sin resultado. En Bound For Glory, se enfrentaron a The Motor City Machine Guns(Alex Shelley & Chris Sabin), The North(Ethan Page & Josh Alexander), Ace Austin & Madman Fulton en una Fatal-4 Way Match por los Campeonatos Mundiales en Parejas de Impact!, Sin embargo perdieron, terminando su feudo contra Austin & Fulton, pero comenzaron un feudo contra The North(Ethan Page & Josh Alexander). En Turning Point, derrotaron a The North(Ethan Page & Josh Alexander) y ganaron los Campeonatos Mundiales en Parejas de Impact! por primera vez.

### All Elite Wrestling (2021)
The Good Brothers hicieron su debut en AEW al final de Dynamite: New Year's Smash, salvando a Kenny Omega de Jon Moxley y haciendo el gesto de la mano "Too Sweet" junto con Omega y The Young Bucks.

### Regreso a New Japan Pro-Wrestling (2021-2022)
En junio de 2021, se anunció que The Good Brothers regresaría a New Japan Pro-Wrestling por primera vez desde principios de 2016 como parte del programa NJPW Strong con sede en Estados Unidos y competiría en su torneo Tag Team Turbulence.

### Regreso a WWE (2022-2025)
En el episodio del 10 de octubre de 2022 de Raw, Gallows y Anderson hicieron su regreso no anunciado a la WWE para reunirse con AJ Styles en su enemistad con The Judgement Day.
Durante el Draft de la WWE de 2023, tanto Gallows como Anderson fueron reclutados para la marca SmackDown.
En el episodio del 20 de febrero de 2024 de NXT, Gallows y Anderson atacaron a Axiom y Nathan Frazer y Chase University (Andre Chase y Duke Hudson) después de que los dos equipos se enfrentaran, girando a heel por primera vez desde 2022 y marcando el regreso de Gallows y Anderson a NXT.
El 8 de febrero de 2025, ambos fueron liberados de sus contratos por WWE.

## Campeonatos y logros
- Impact Wrestling
  - Impact World Tag Team Championship (3 veces)
  - IMPACT Year End Awards (3 veces)
    - Finishing Move of the Year (2020) Magic Killer[53]
    - Moment of the Year (2020) – debuting on Impact at Slammiversary, shared with the other returns and debuts that night[54]
    - Tag Team of the Year (2021)

- New Japan Pro-Wrestling
  - NEVER Openweight Championship (1 vez) - Anderson
  - IWGP Tag Team Championship (3 veces)[18]
  - World Tag League (2013)[16]
  - Ganadores del Tag Team Turbulence (2021)

- WWE
  - Raw Tag Team Championship (2 veces)
  - WWE Tag Team World Cup (2019)

- Wrestletalk
  - Quizzlemania Tag Team Championship (1 vez)